# Knut Drake
Pour les articles homonymes, voir Drake.
Knut Hemming Drake (né le 6 mars 1927 à Helsinki – mort le 19 février 2013 à Turku) est un historien spécialisé dans l'histoire de la construction des châteaux finlandais au Moyen Âge,.

## Biographie
De 1955 à 1970, Knut Drake dirige les travaux de restauration du château du Häme. 
De 1957 à 1970, il dirige les travaux de restauration du château de Raseborg.
De 1962 à 1970, il dirige ceux du château de Kastelholm.
De 1973 à 1990, il est directeur du Musée provincial de Turku, et à partir du 1964 au 1970, il est à la tête du musée de Hämeenlinna. Entre 1970 et 1996, il est également professeur associé de plusieurs universités.